# 三井佐保山住宅地
三井佐保山住宅地（みついさほやまじゅうたくち）は、奈良市佐保台にある三井不動産大阪支店によって開発された住宅地。市街化調整区域、佐保山第3種風致地区、宅地造成規制区域、林地開発許可区域に位置している。総面積は約44万平方メートル。

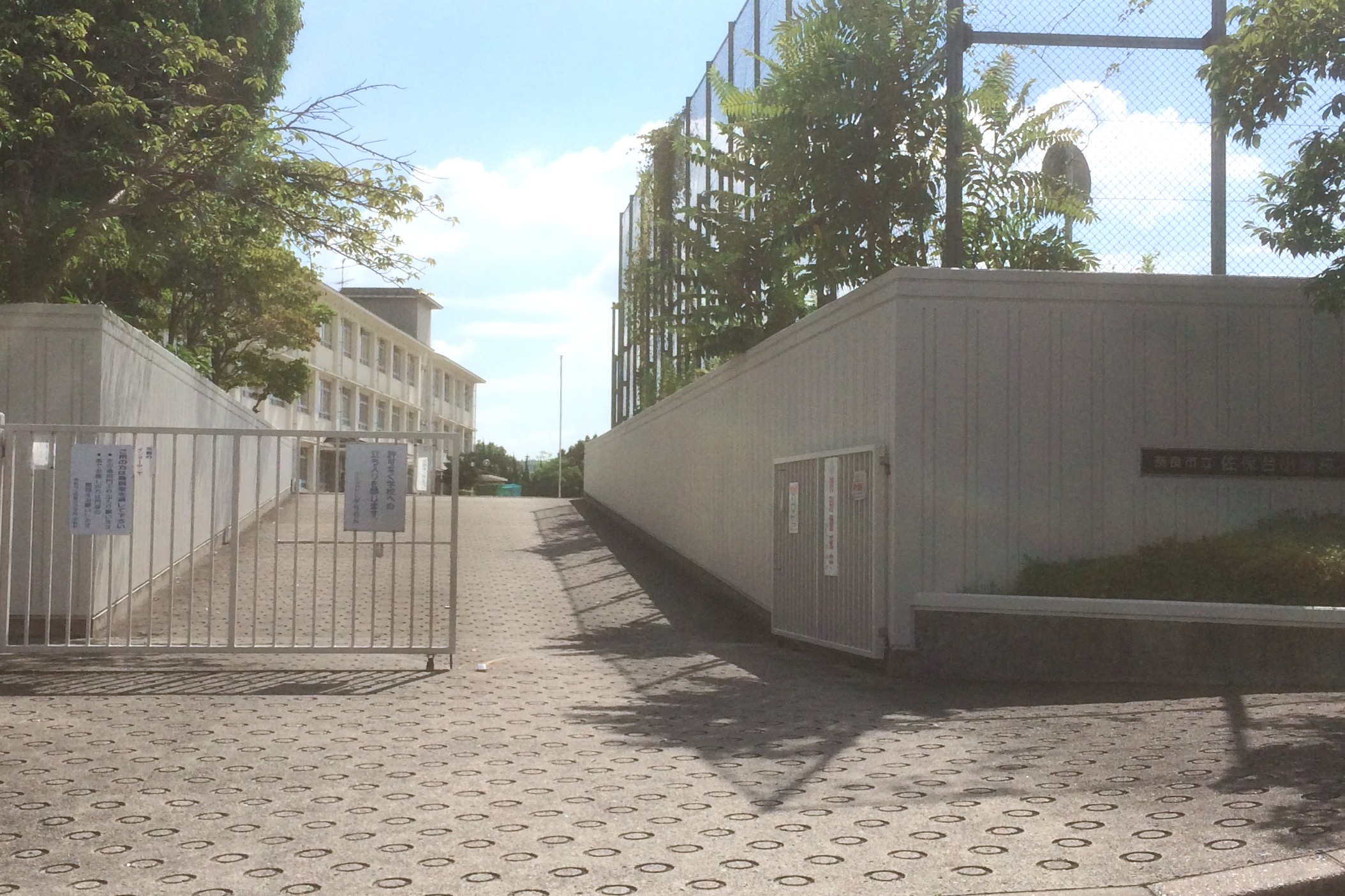
三井佐保山住宅地にある佐保台小学校

## 概要
三井不動産では初めてとなる奈良県内の大規模住宅地で、大阪支店ではサニータウン三井長野台に続く大型プロジェクト。1969年から用地買収が始まり、自然の地形を生かし開発計画やタウンハウスを主体とする計画などの各種計画が立案・協議されていたが、買収後に計画地が市街化調整区域に指定されたことなどから開発が遅れた。なお、奈良県の調整区域で民間開発に許可が下りるのは三井佐保山住宅地が初めて。

### 名称の由来
万葉集に詠われた地名「佐保」にちなんで名づけられた。

### 区域
- 奈良県奈良市
  - 佐保台1丁目-3丁目[※ 1]

## 沿革
- 1969年（昭和44年） - 用地買収を始める。
- 1981年（昭和56年）3月 - 奈良県が開発許可を与える。
- 1981年（昭和56年）5月 - 造成工事に着手。
- 1985年（昭和60年）5月 - 竣工。
- 1985年（昭和60年）12月1日 - 平城山駅が開業。

## 主な施設

### 市民会館・集会所
- 奈良市佐保台地域ふれあい会館
- 三井佐保山住宅集会所

### 近隣公園・街区公園・緑地
- 佐保山近隣公園
- 佐保台第1号街区公園
- 佐保台第2号街区公園
- 佐保台第3号街区公園
- 佐保台第4号街区公園
- 佐保台第5号街区公園
- 佐保台第1号緑地
- 佐保台第2号緑地
- 佐保台第3号緑地
- 佐保台第4号緑地
- 佐保台第5号緑地

### 教育施設
- 奈良市立佐保台小学校

### 寺院
- 光雲寺

## ライフライン

### ガス
- 大阪ガス - 都市ガス13A

### 電気
- 関西電力

### 上水道
- 奈良市営水道
  - 佐保山配水池

### 下水道
- 奈良市下水道
  - 佐保台処理区 - 佐保台浄化センターへ送られて処理される。

### CATV
- 近鉄ケーブルネットワーク
- KCN京都

## 交通

### 鉄道
- JR西日本関西本線（大和路線）平城山駅

### 道路
- 一般国道
  - 国道24号

- 幹線市道
  - ならやま大通り（奈良阪南田原線）
  - 奈良北1号線
  - 奈良北2号線

## 参照元
1. 1 2 3 4 5  財団法人日本経営史研究所編集・制作「三井不動産四十年史」三井不動産株式会社、1985年6月26日、NCID BN01522969